# Kanton Aubagne-Ouest
Kanton Aubagne-Ouest (fr. Canton d'Aubagne-Ouest) je francouzský kanton v departementu Bouches-du-Rhône v regionu Provence-Alpes-Côte d'Azur. Skládá se pouze ze západní části města Aubagne a obce La Penne-sur-Huveaune.